# حمرية (فطر)
حُمرية (الاسم العلمي: Tremella)، جنس فطور من رتبة الحمراويات وفصيلة الحمراوية. جميع أنواعه تتطفل على فطريات أُخرى.